# Per Bråkenhielm
Per Gustav Vilhelm Bråkenhielm, född 26 oktober 1901 i Göteborgs Masthuggs församling, död 30 april 1989 på Wallby säteri i Skirö församling i Jönköpings län, var en svensk godsägare och hembygdsman.

## Biografi
Per Bråkenhielm var son till sjökapten Reinhold Bråkenhielm och Marianne Lammers. Efter realexamen vid Högre latinläroverket i Göteborg 1918 företog han utrikes resor 1918–1919. Han studerade vid Filip Holmqvists handelsinstitut 1920–1921 varefter han var affärsanställd i några år. Han arbetade till sjöss en kortare tid samt hos Blidberg & Metcalfe Skeppsrederi i Göteborg varefter han lämnade handels- och sjöfartsnäringen.
Efter jordbrukspraktik 1925–1927 gick han på Klagstorps lantbruksskola utanför Skövde 1927–1929, var inspektor 1929–1935 och därefter förvaltare på Sjökaptensföreningens gård, Smedstorp, utanför Göteborg 1935–1936. År 1936 blev han godsägare då han inköpte Bergs gård i Julita församling i Södermanland, vilken han drev till 1941.
Vid faderns död 1941 efterträdde han denne som fideikommissarie till Wallby i Småland, där han i samarbete med Riksantikvarieämbetet bedrev tillverkning av handkluven takspån under namnet Saljebygdens Hemslöjd. Han var också riksantikvariskt ombud. Per Bråkenhielm blev den siste fideikommissarien på Wallby.
Han var engagerad i Riksförbundet Landsbygdens folk (RLF) (sedermera LRF) från 1930-talet samt lokalpolitiskt verksam i Skirö kommunfullmäktige. Bland hans intressen märktes orthistoria, kyrkorestaureringar samt biblioteks- och arkivstudier. Han var författare till Skirö – en liten Smålandssocken i sex delar och fick Vetlanda kommuns kulturstipendium 1977.
Per Bråkenhielm gifte sig 1930 med friherrinnan Birgitta Hermelin (1903–1983). De fick barnen Ulla Tully (född 1931), Magdalena Åhrén (född 1934), Christina Jungstedt (född 1935), Peder Bråkenhielm (född 1937), Sven Bråkenhielm (född 1938), Katarina Westman (född 1942) och Birgitta Modigh (född 1943). Genom sonen Peder som övertog Wallby blev han svärfar till Anita Bråkenhielm och farfar till Anna Bråkenhielm.
Han är begravd i familjegrav på Skirö kyrkogård.